# Andrei Kozlov (cầu thủ bóng đá, sinh 1989)
Andrei Vladimirovich Kozlov (tiếng Nga: Андрей Владимирович Козлов; sinh ngày 23 tháng 2 năm 1989) là một cầu thủ bóng đá người Nga. Anh thi đấu cho F.K. Orenburg.